# Еленія андійська

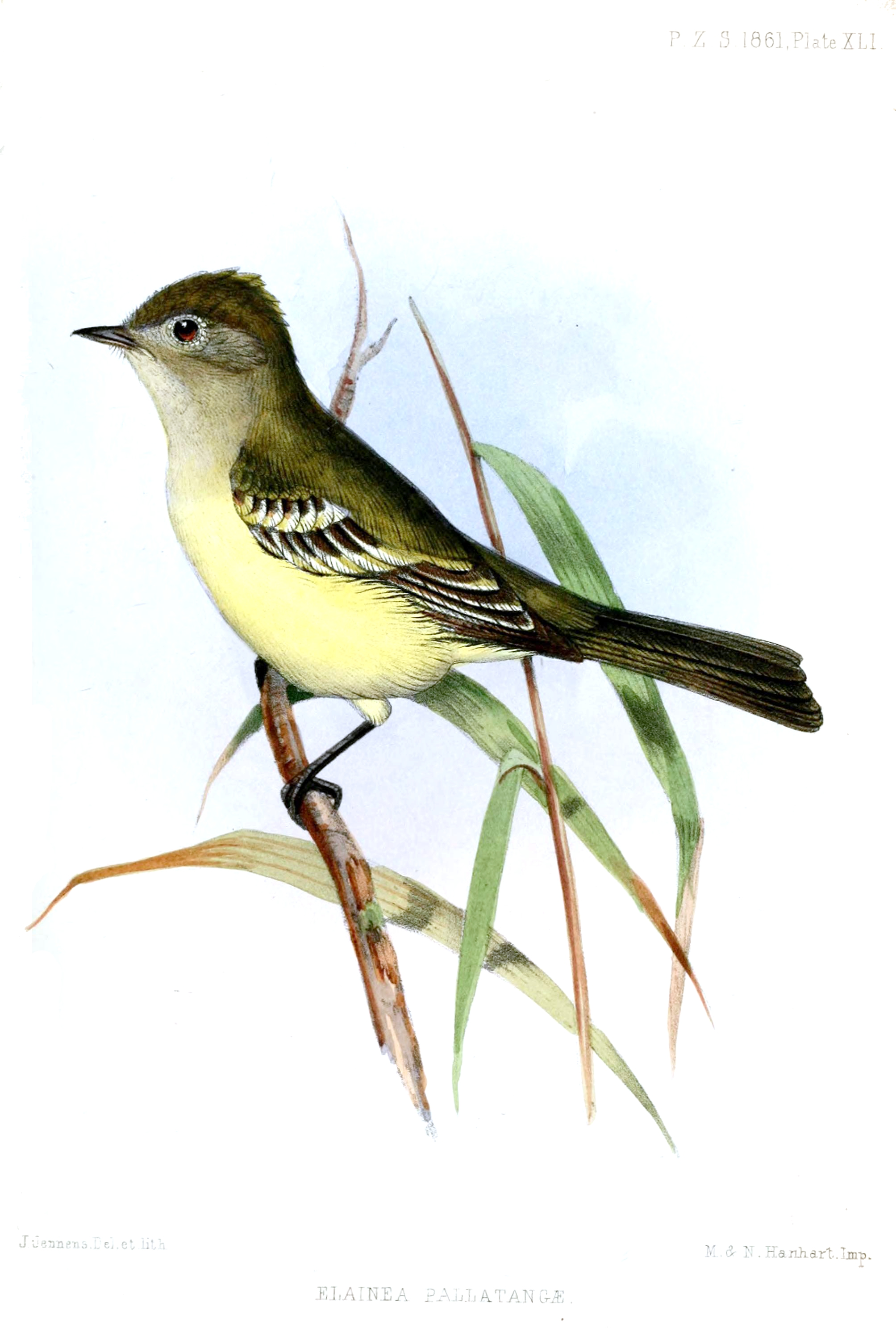
Андійська еленія

Еле́нія андійська (Elaenia pallatangae) — вид горобцеподібних птахів родини тиранових (Tyrannidae). Мешкає в Південній Америці.

## Підвиди
Виділяють три підвиди:
- E. p. pallatangae Sclater, PL, 1862 — Західний і Центральний хребти Анд в Колумбії (на південь від Толіми), Еквадорі і північно-західному Перу (на південь до Кахамарки);
- E. p. intensa Zimmer, JT, 1941 — Східний хребет Перуанських Анд (від Амазонаса до Пуно);
- E. p. exsul Todd, 1952 — Східний хребет Болівійських Анд (Кочабамба).

Тепуйська еленія раніше вважалася конспецифічною з андійською еленією.

## Поширення і екологія
Андійські аленії мешкають в Колумбії, Еквадорі, Перу і Болівії. Вони живуть в гірських і рівнинних вологих тропічних лісах і чагарникових заростях та на пасовищах. Зустрічаються на висоті від 1000 до 3650 м над рівнем моря.